# Vank
Vank (in armeno Վանք?, in azero Vəngli) è una comunità rurale del distretto di Kəlbəcər, in Azerbaigian, fino al 2024 appartenente alla regione di Martakert nella repubblica di Artsakh (fino al 2017 denominata repubblica del Nagorno Karabakh), de jure in Azerbaigian.
Il paese, una delle più popolate fra le comunità rurali della regione, si trova in una ampia vallata del fiume Khachenaget nei pressi del celebre monastero di Gandzasar da cui il nome del villaggio (vank in armeno significa monastero).